# Jean Metzinger
Jean Metzinger (24. června 1883, Nantes – 3. listopadu 1956, Paříž) byl francouzský malíř a teoretik umění, jeden z tvůrců kubismu. Byl členem skupiny Section d'Or. Byl jedním z mnoha umělců, jejichž dílo bylo v roce 1933 odsouzeno jako zvrhlé umění a v roce 1937 vystaveno na výstavě Entartete Kunst v Mnichově.

## Život
Metzinger strávil mládí ve svém rodném městě a v roce 1903 ve věku 20 let se přestěhoval do Paříže studovat medicínu. Nicméně od tohoto plánu brzo ustoupil a stal se malířem. V Paříži se spřátelil s Robertem Delaunaym a setkal se s básníkem Maxem Jacobem, který jej uvedl do kruhu přátel kolem Guillauma Apollinaira. Tak se začal v domě Bateau-Lavoir setkávat s malíři, zejména s Georgem Braquem, Pablem Picassem nebo Juanem Grisem. V roce 1910 Metzinger poprvé vystavoval v Salon des Indépendants, o rok později opět, spolu s Delaunaym, Albertem Gleizesem a Fernandem Légerem. V roce 1912 spoluzaložil „Section d'Or“ a spolu s Gleizesem napsal pojednání Du Cubisme. Četné další výstavy například na Salonu d'Automne (1911, 1913), v „Galerii de la Boetie“ v Paříži (1912), v galeriích Bouře v Berlíně (1913), kde na prvním německém Podzimního obrazovém salonu vystavoval „Berthe Weill“ (1913, Paříž) a „Montross Gallery“ v New Yorku (1916) svědčí o rychlém a také mezinárodním úspěchu malíře, který byl později jmenován do Académie Arenius.
Během první světové války byl Metzinger odveden do vojenské služby a pak se vrátil do Paříže kde, kromě svého pobytu v Bandolu do roku 1943 během druhé světové války, žil až do své smrti. Tam získal v roce 1950 učitelské místo na Académii Frochot.

## Dílo
Metzinger zpočátku založil svou práci na neoimpresionistickém stylu malby, který ho v letech 1905 až 1908 vedl k mozaikovitým barevným vzorům a lze jej považovat za jeho první umělecký vrchol. Tyto pozdně neo-impresionistické obrazy s přesně sousedícími barevnými skvrnami již tvořily most k jeho pozdějším kubistickým dílům, protože již ukázal sklon k jasné kompoziční a technické stavbě obrazů. Styl malby tak stále více geometrizoval a koncepce nové obrazové kompozice tak podpořila umělecká výměna s Braquem, Picassem nebo Grisem. Metzingerova práce kolem roku 1909 konečně tento směr, který se později stal známý jako analytický kubismus. Publikované kritiky však byly zpočátku velmi negativní. Ve dvacátých letech se Metzinger dočasně z kubismu vymanil.
V roce 1910 se věnoval psaní základům umělecké teorie, které vydal pod názvem Anmerkungen zur Malerei (Anotace k malbě). V roce 1912 vedla spolupráce s Albertem Gleizesem ke společné teoretické eseji Du Cubisme.
U příležitosti stého výročí vydání publikace Du Cubisme, byla uskutečněna v roce 2012 v Musée de la Poste v Paříži výstava, na které se objevily práce spisovatelů a malířů Metzingera, Gleizese a dalších současných umělců.

## Galerie

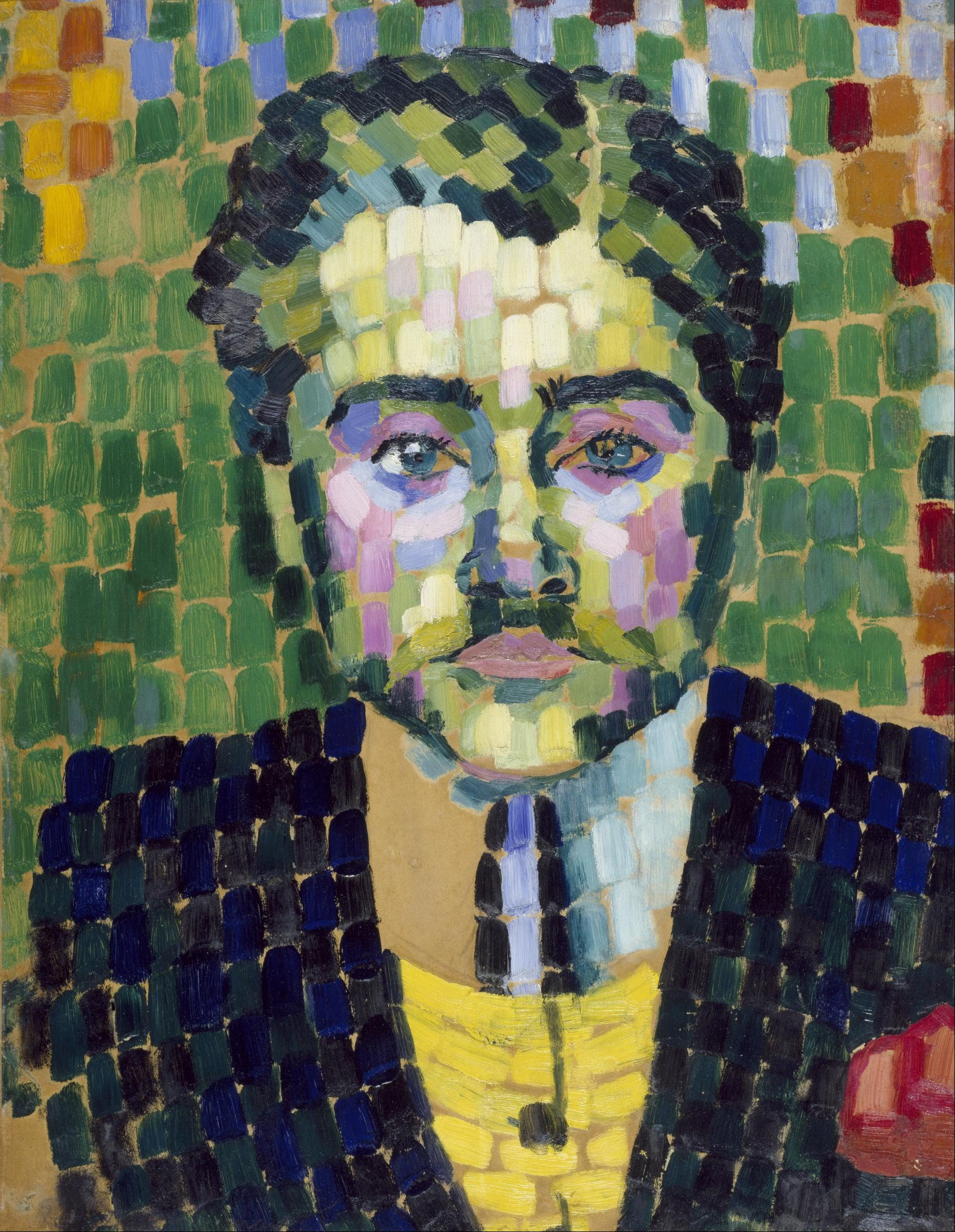
Robert Delaunay: Jean Metzinger
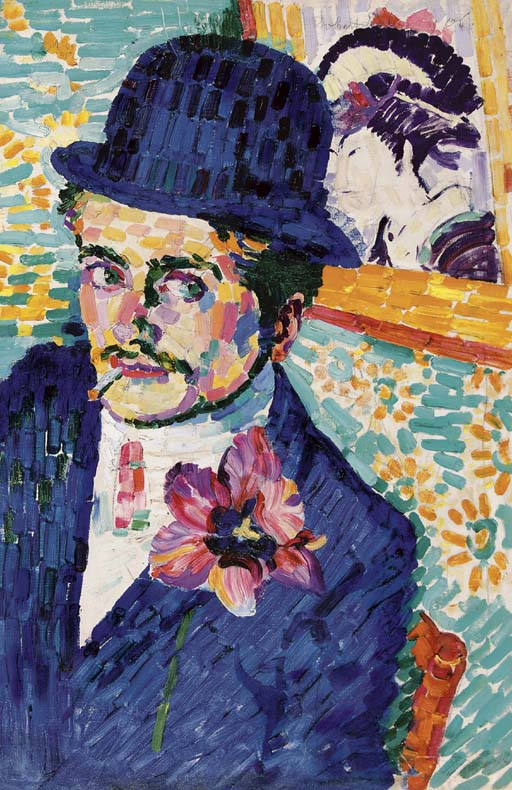
Robert Delaunay L'homme à la tulipe (Portrét Jeana Metzingera)
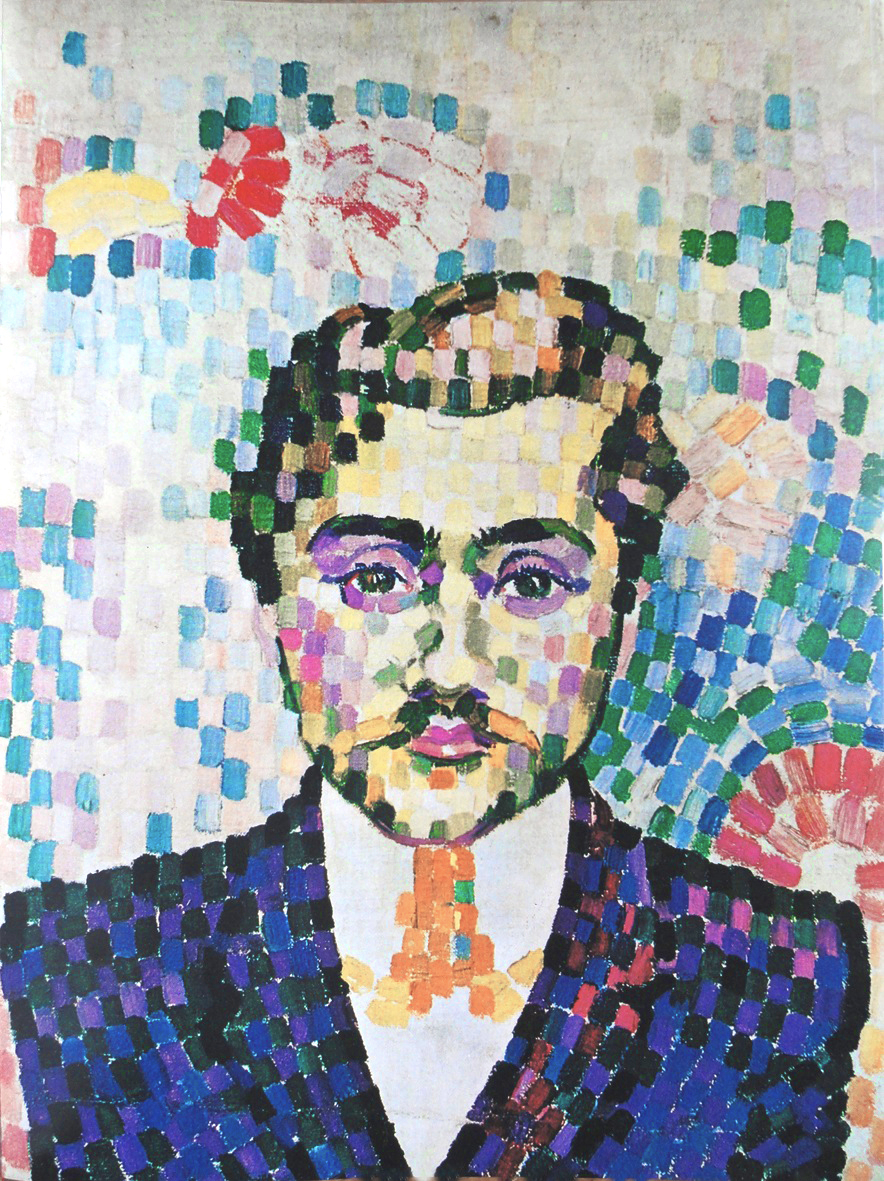
Robert Delaunay: Portrét Metzingera, 1906, olej na plátně, 55×43 cm
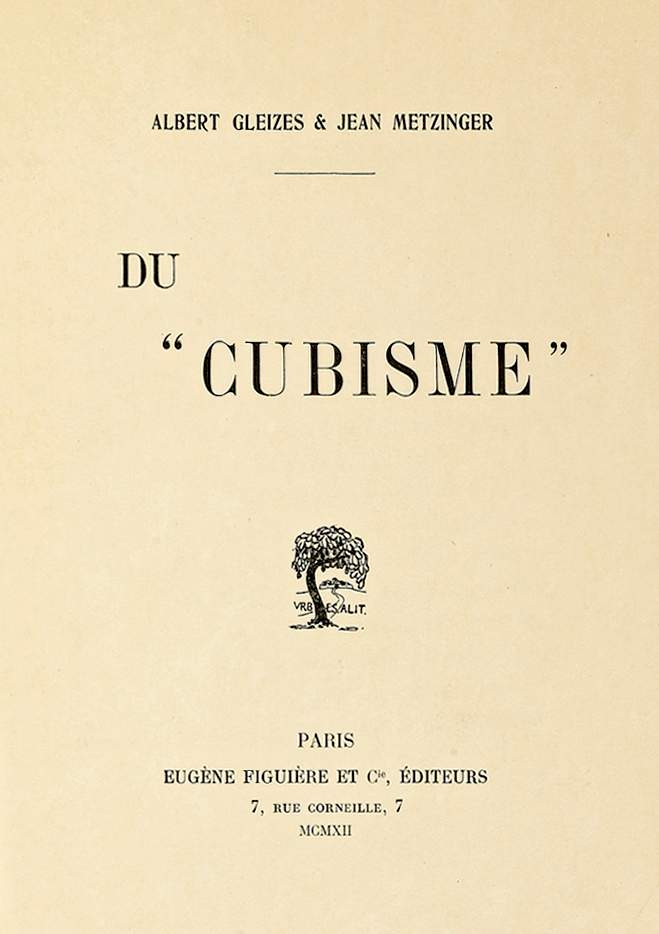
Obálka Du "Cubisme", 1912, Jean Metzinger, Albert Gleizes, Eugène Figuière
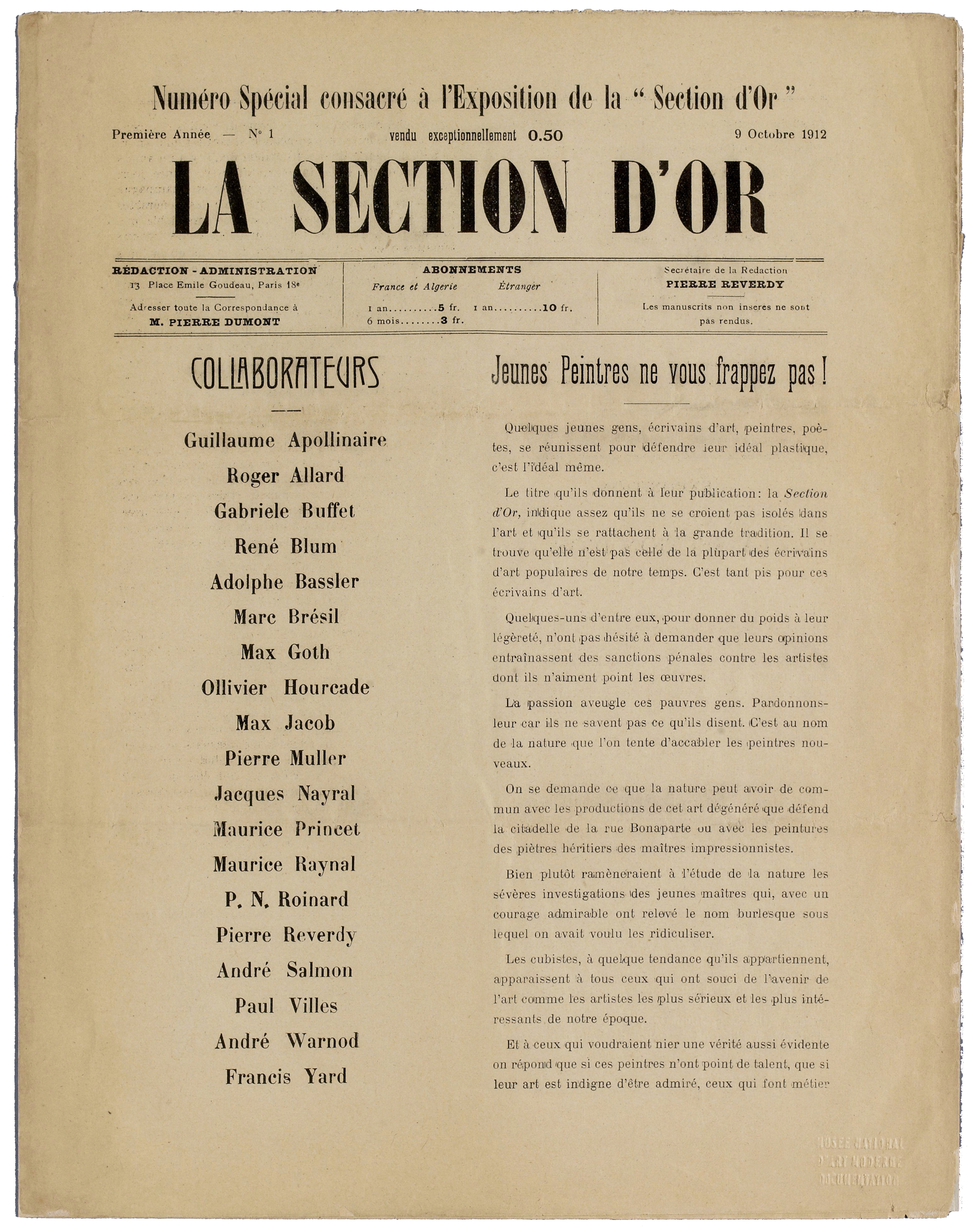
La Section d'Or, speciální vydání, 9. října 1912
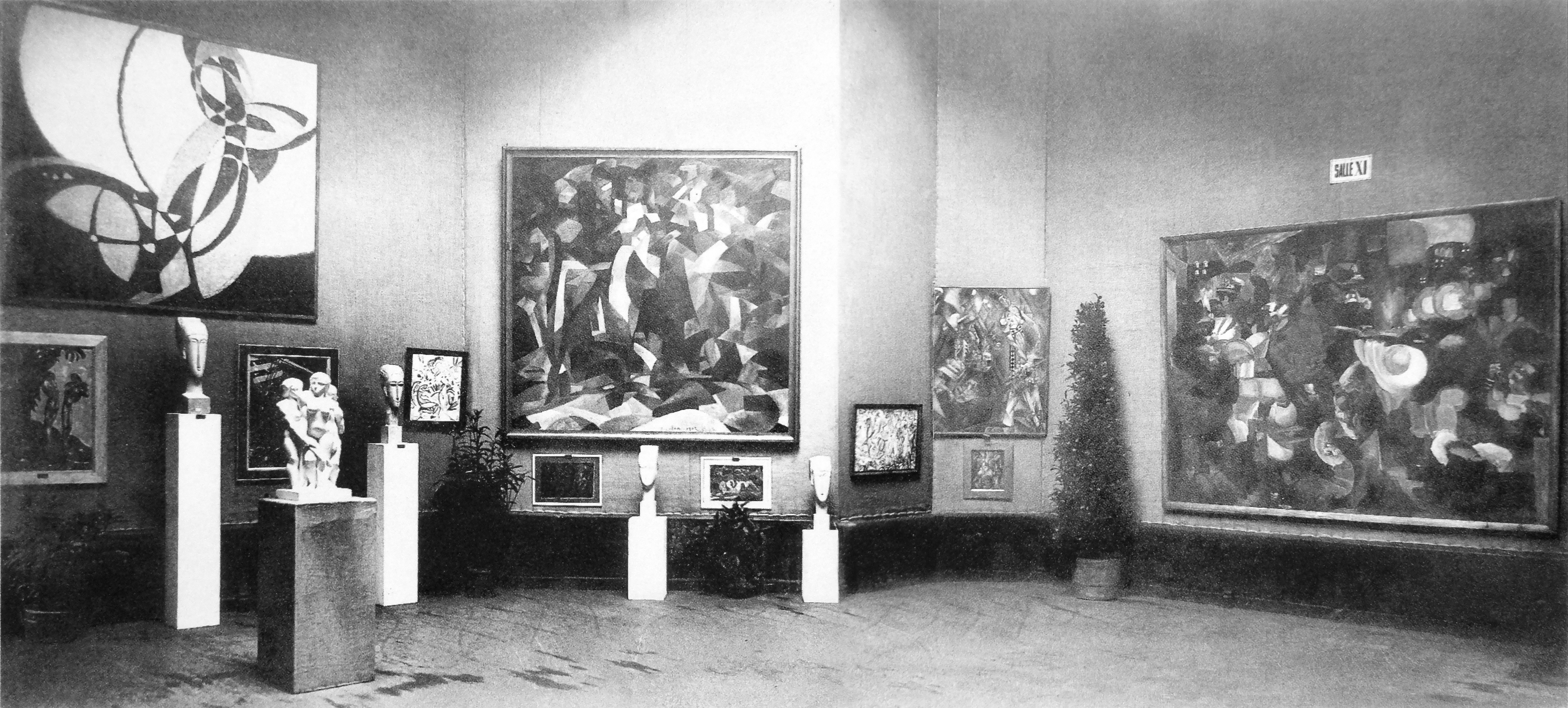
Salon d'Automne 1912, Paříž, Výstava uměleckých děl, Kupky, Modiglianiho, Csakyho, Picabia, Metzingera, Le Fauconniera
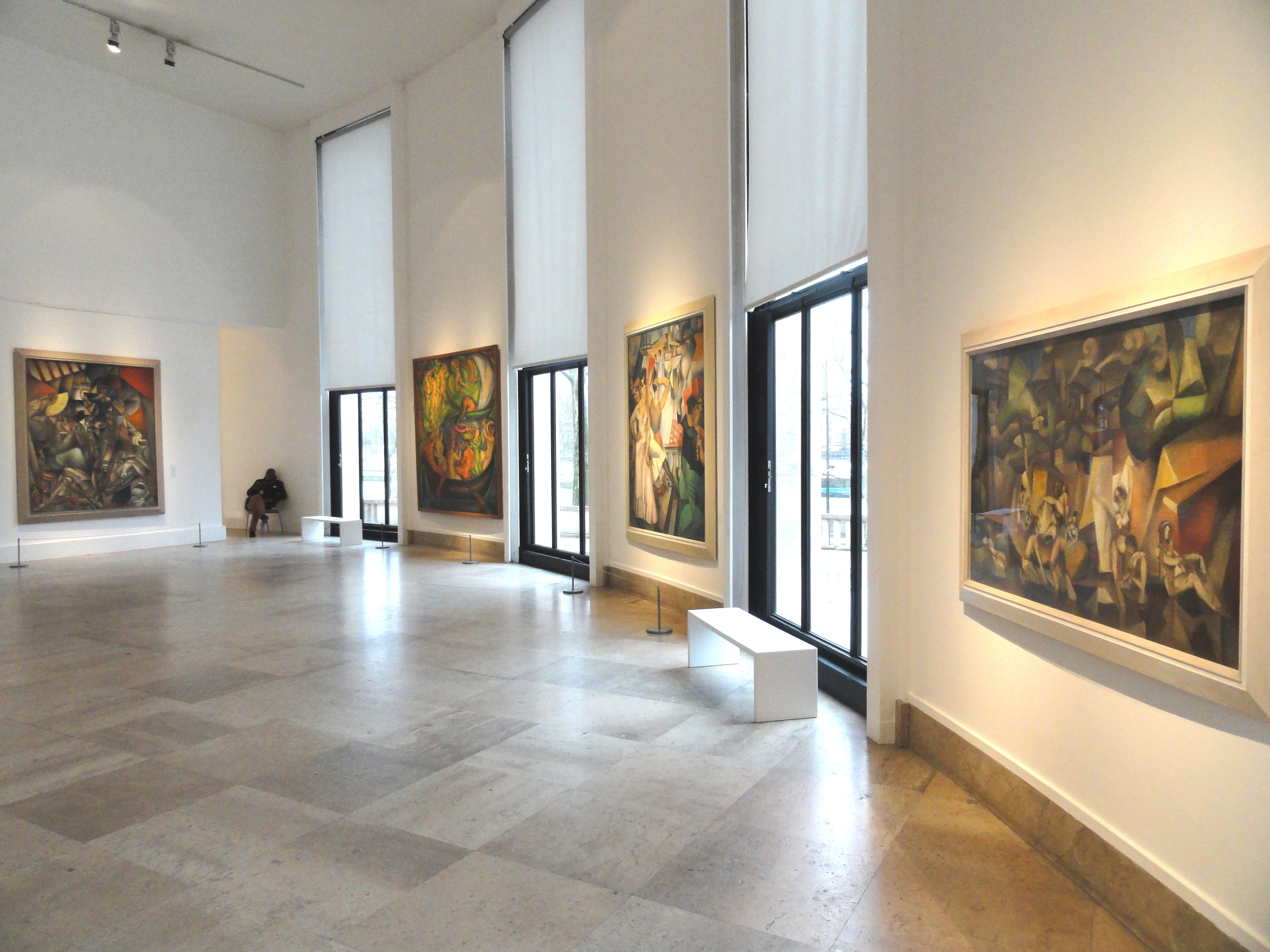
Jean Metzinger, L'Oiseau Bleu (vlevo), André Lhote, dvě díla (uprostřed), Albert Gleizes, Baigneuse (vpravo), Musée d'Art Moderne de la Ville de Paris